# Hwajeong (métro de Séoul)
Hwajeong  (hangeul : 화정 ; hanja : 花井) est une station de la ligne 3 du métro de Séoul. Elle est située 60 Hwajeong-ro à Goyang, quartier Hwajeong-dong dans l'arrondissement Ilsanseo-gu (en) de la ville Goyang-si, province Gyeonggi, à proximité de Séoul en Corée du Sud.
Ouverte en 1996, elle est desservie par les rames omnibus, qui circulent sur la ligne 3.

## Situation sur le réseau

Plan du réseau (2023)

Établie en souterrain, la station Hwajeong, de la ligne 3 du métro de Séoul : est située entre la station Daegok, en direction de Daehwa le terminus nord-ouest, et la station Wondang en direction de Ogeum le terminus sud-est.

## Histoire
La station Hwajeong est mise en service le 30 janvier 1996, lors de l'ouverture à l'exploitation des 19,2 km d'un prolongement (appelé ligne Ilsan (en)) de la ligne 3 du métro de Séoul de Jichuk à Daehwa. L'exploitation est en continuité avec celle de la ligne 3.

## Services aux voyageurs

### Desserte

Installations
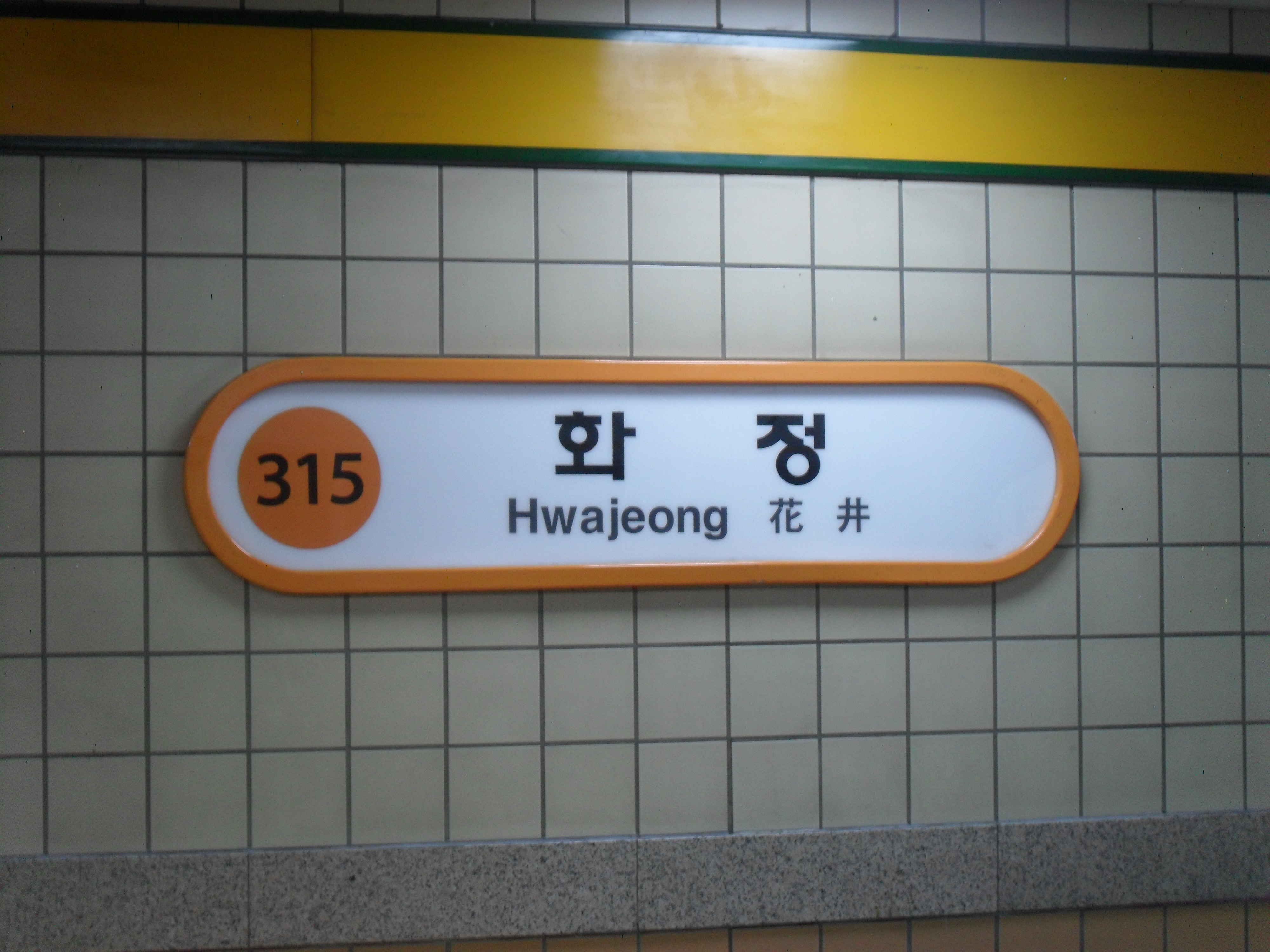
En 2021.
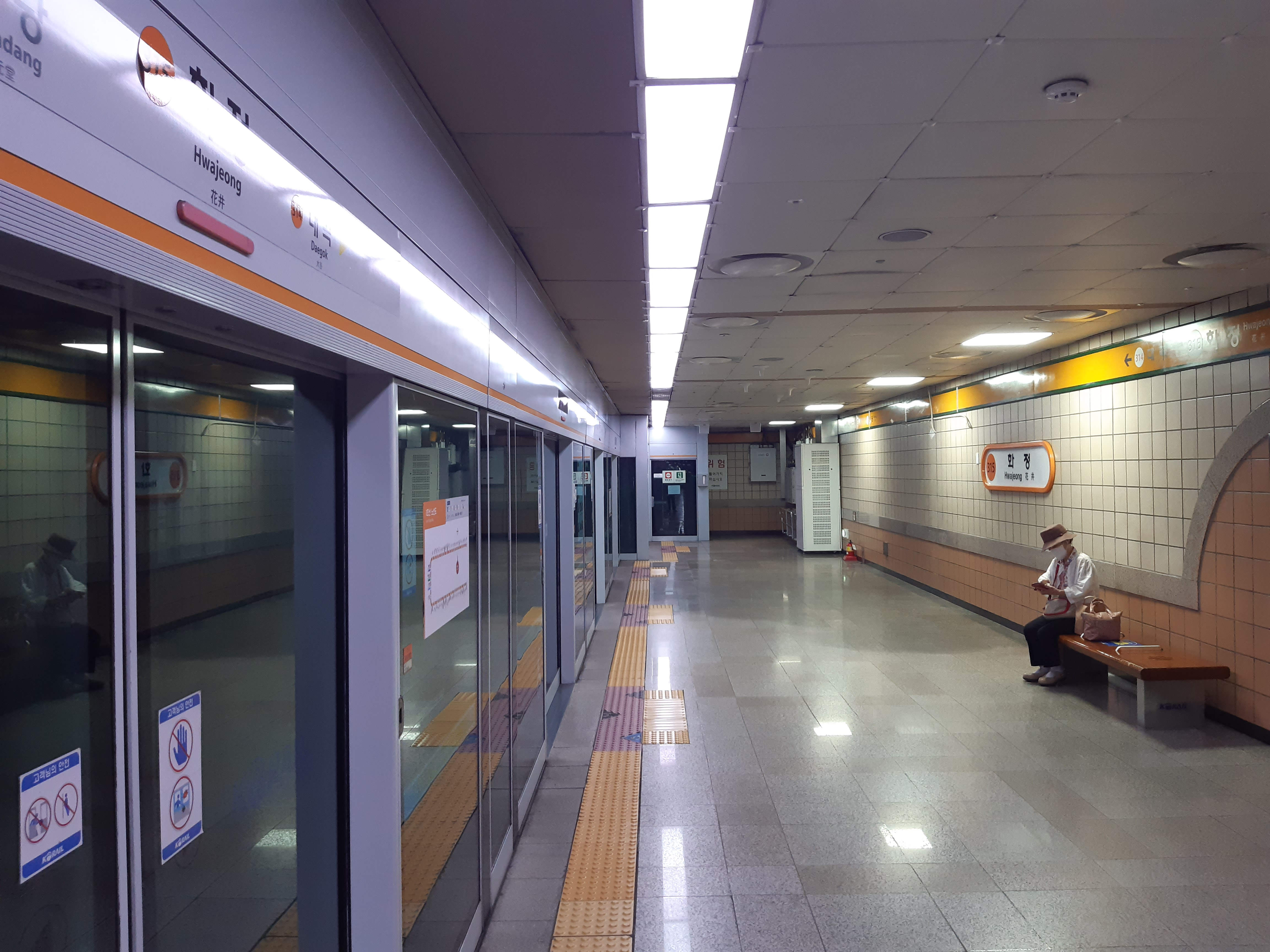
En 2021.